# Opher
Opher è un sistema d'arma israeliano in grado di trasformare bombe a caduta libera in bombe guidate. A differenza del sistema di guida utilizzato su altre bombe come quelle a guida laser che richiedono un puntamento del bersaglio, le bombe con il sistema Opher sono dotate di una autoguida che utilizza un sensore ad immagine termica che le trasforma in armi fire and forget in termini militari inglesi.
L'Aeronautica Militare ha acquisito alcuni di questi kit e con le bombe risultanti equipaggio gli AMX, che non sono in grado di impiegare bombe a guida laser, non avendone il relativo sistema di puntamento.